# Tükrös halción
A tükrös halción (Todiramphus macleayii) a madarak osztályának szalakótaalakúak (Coraciiformes) rendjébe, ezen belül a jégmadárfélék (Alcedinidae) családjába tartozó faj.

## Rendszerezése
A fajt William Jardine és Prideaux John Selby írták le 1830-ban, a Halcyon nembe Halcyon Macleayii néven.

## Alfajai
- Todiramphus macleayii elisabeth (Heine, 1883) – Új-Guinea és a Salamon-szigetek
- Todiramphus macleayii incinctus (Gould, 1838) – Ausztrália keleti partvidéke
- Todiramphus macleayii macleayii (Jardine & Selby, 1830) – Ausztrália északi részén honos, az Északi terület-től keletre a Carpentaria-öböl környékéig[2]

## Előfordulása
Ausztrália, Indonézia, Pápua Új-Guinea és a Salamon-szigetek területén honos. A természetes élőhelye szubtrópusi és trópusi síkvidéki- és hegyi esőerdők, mangroveerdők, mocsári erdők és száraz erdők, valamint szavannák, legelők, vidéki kertek és városi régiók. Vonuló faj.

## Megjelenése
Testhossza 20 centiméter, testtömege 29-42 gramm.
|  |  |

## Életmódja
Gerinctelenekkel táplálkozik.

## Természetvédelmi helyzete
Az elterjedési területe rendkívül nagy, egyedszáma viszont csökken. A Természetvédelmi Világszövetség Vörös listáján nem fenyegetett fajként szerepel.